# Fairuzizuan Tazari
Mohd Fairuzizuan Mohd Tazari (* 5. Februar 1983 in Perak) ist ein Badmintonspieler aus Malaysia.

## Sportliche Karriere
Mohd Fairuzizuan Mohd Tazari ist ein ausgesprochener Doppelspezialist, wobei er fast immer Mohd Zakry Abdul Latif als Partner an seiner Seite hat. 2008 gewannen beide die Indonesia Open und die Singapur Open. Bei der China Open Super Series 2007, Singapur Super Series 2007 und der All England Super Series 2009 standen sie im Viertelfinale, bei der Indonesia Super Series 2007, Hong Kong Super Series 2008 und der Swiss Open Super Series 2008 im Halbfinale. Bei der Badminton-Weltmeisterschaft 2009 und den Südostasienspielen 2009 gewannen sie Bronze. Bei der Badminton-Weltmeisterschaft 2006 startete er mit Lin Woon Fui und wurde Fünfter.

## Sportliche Erfolge
| Saison    | Veranstaltung               | Disziplin    | Platz | Name                                                  |
| --------- | --------------------------- | ------------ | ----- | ----------------------------------------------------- |
| 2005/2006 | Malaysische Meisterschaft   | Herrendoppel | 1     | Lin Woon Fui / Mohd Fairuzizuan                       |
| 2006      | Weltmeisterschaft           | Herrendoppel | 5     | Mohd Fairuzizuan Mohd Tazari / Lin Woon Fui           |
| 2006      | Asienspiele                 | Team         | 3     | Malaysia                                              |
| 2007      | Indonesia Open Super Series | Herrendoppel | 3     | Mohd Fairuzizuan Mohd Tazari / Mohd Zakry Abdul Latif |
| 2007      | China Open Super Series     | Herrendoppel | 5     | Mohd Fairuzizuan Mohd Tazari / Mohd Zakry Abdul Latif |
| 2007      | Singapur Super Series       | Herrendoppel | 5     | Mohd Fairuzizuan Mohd Tazari / Mohd Zakry Abdul Latif |
| 2003      | Swiss Open Super Series     | Herrendoppel | 3     | Mohd Fairuzizuan Mohd Tazari / Mohd Zakry Abdul Latif |
| 2008      | Indonesia Open              | Herrendoppel | 1     | Mohd Fairuzizuan Mohd Tazari / Mohd Zakry Abdul Latif |
| 2008      | Singapur Super Series       | Herrendoppel | 1     | Mohd Fairuzizuan Mohd Tazari / Mohd Zakry Abdul Latif |
| 2009      | Südostasienspiele           | Herrendoppel | 3     | Mohd Fairuzizuan Mohd Tazari / Mohd Zakry Abdul Latif |
| 2009      | Weltmeisterschaft           | Herrendoppel | 3     | Mohd Fairuzizuan Mohd Tazari / Mohd Zakry Abdul Latif |
| 2010      | Perak Open                  | Herrendoppel | 1     | Fairuzizuan Tazari / Ong Soon Hock                    |
| 2011      | Kedah Open                  | Mixed        | 1     | Fairuzizuan Tazari / Ng Hui Lin                       |